# Antonio Luque López
Antonio Luque López (Málaga, 15 de agosto de 1941) es un ingeniero español, experto en energía solar fotovoltaica, catedrático de Electrónica Física en la Universidad Politécnica de Madrid. Es fundador, director, y actualmente presidente del Instituto de Energía Solar de la misma universidad.

## Biografía
Antonio Luque ha sido director de la Escuela Técnica Superior de Ingenieros de Telecomunicación de la Universidad Politécnica de Madrid (1985-1986). Fundador en 1981 y primer presidente de la empresa fabricante de células y módulos fotovoltaicos Isofotón y de la empresa fabricante de silicio de grado solar Centesil. 
De su tesis doctoral en 1967 "Realización de un láser de rubí y estudio de la forma temporal de salida" (Premio Extraordinario) resulta el primer láser construido en España, hoy conservado en el Museo de la Historia de las Telecomunicaciones "Joaquín Serna" de la Universidad Politécnica de Madrid. En 1969 funda el Laboratorio de Semiconductores de la ETSI de Telecomunicación que en 1974 produce el primer circuito integrado que se realizó en España, se trataba de un amplificador diferencial de cuatro transistores. Ha dirigido más de 30 tesis doctorales, entre ellas las de personalidades relevantes españolas de la ingeniería de sistemas y dispositivos fotovoltaicos como Gabriel Sala, Andrés Cuevas, Jesús del Álamo, Eduardo Lorenzo, Juan Carlos Miñano, Gabino Almonacid, Juan Carlos Jimeno, o Antonio Martí.
Entre los galardones que ha recibido destacan el Premio Nacional de Investigación Leonardo Torres Quevedo (1987), Premio Alexandre-Edmond Becquerel concedido por la Comisión Europea (1992), Académico de Número de la Real Academia de Ingeniería (1994), Premio Rey Jaime I a la Protección del Medio Ambiente (1999), Premio Nacional de Investigación Juan de la Cierva de Transferencia de Tecnología (2003), Premio William Cherry a la investigación en energía solar fotovoltaica del IEEE (2006), y Premio Solar World Einstein (2008) entregado por el fabricante alemán de fotovoltaico Solar World. En 2015 recibe la Karl W. Böer Solar Energy Medal cuyo jurado está presidido por el Secretario de Energía de EE. UU. La actividad científica del profesor Antonio Luque López ha estado especialmente dedicada a la reducción de los costes de la electricidad solar fotovoltaica. Es inventor de la célula solar bifacial (1976) - a día de hoy plenamente de mercado y llamada a convertirse en la tecnología dominante antes de 2030 - y la célula de banda intermedia (1997). En 1989 publica la primera monografía en inglés sobre concentración fotovoltaica.  
Es doctor honoris causa por la Universidad de Jaén y la Universidad Carlos III de Madrid, en ambas desde 2005, y por la Universidad de Málaga desde 2014 por sus méritos extraordinarios de carácter académico, científico y técnico. Es miembro de honor del Instituto Físico-Técnico Ioffe de San Petersburgo. Es miembro de las Academias de Rusia y Bielorrusia de Ingeniería. Es miembro del Comité Asesor del Instituto Hahn-Meitner de Berlín desde 2004, miembro del Consejo Asesor del Instituto Nacional de Energía Solar de Francia desde 2005, miembro del Consejo Asesor Científico de CASP (Center for Advanced Solar Photophysics) dependiente del Departamento de Energía de los Estados Unidos desde 2009. Nombrado miembro extranjero de la Academia de las Ciencias de Rusia en 2011. Desde 2013 coordina el proyecto de investigación y desarrollo de células de banda intermedia, del Instituto Ioffe, comisionado por el gobierno ruso.   
Ha publicado 163 artículos en revistas científicas internacionales, y 269 en congresos internacionales, 2 libros en español, 5 libros en inglés (uno de ellos recientemente traducido al chino), 21 cápitulos en libros en inglés, y es autor de 22 patentes. Es miembro del comité editorial de cuatro revistas científicas internacionales. Su número h ISI es de 41, con 381 publicaciones en ISI, teniendo la más citada más de 1000 referencias (A. Luque, A. Martí, "Increasing the efficiency of ideal solar cells by photon induced transitions at intermediate levels", Physical Review Letters 78 (26): 5014-5017, 1997)
En 2017 publica su primera obra de ficción, una novela de batallas navales y espías en el Mediterráneo, ambientada en el siglo XVI, titulada "Tras el Cerco del Peñon". En 2018 publica un libro de memorias titulado "Memorias y Reflexiones de un Investigador Solar".